# Raimondo Targetti
Raimondo Targetti (Firenze, 8 novembre 1869 – Milano, 15 giugno 1942) è stato un imprenditore e politico italiano.

## Biografia
Figlio di Lodovico e Gioconda Matucci, dopo gli studi di Ingegneria industriale, indirizzo elettrotecnico, lavora nel settore tessile e fonda il Lanificio Targetti a Desio, di cui è presidente e consigliere delegato. È cofondatore e vicepresidente dell'Istituto laniero italiano.
Comincia quindi una carriera che lo porta a ricoprire numerosi incarichi, tra cui quello di sindaco di Prato (26 maggio 1900-18 settembre 1901).
Diventa, nel 1922, presidente di Confindustria, carica che coprirà per due anni: gli succederà Antonio Stefano Benni, che lo proporrà, nel 1934, al Senato del Regno.